# Amtsgericht Büdingen

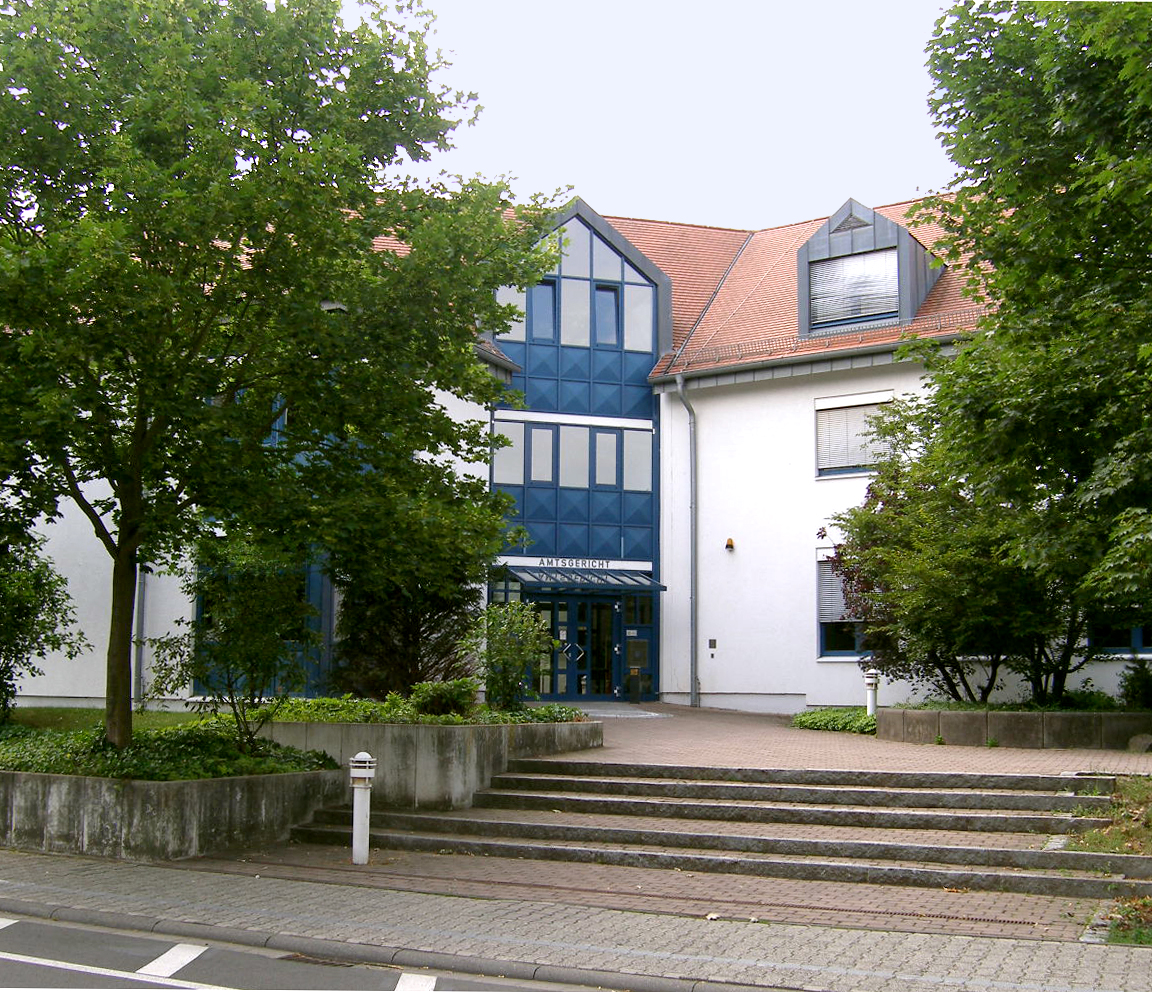
Amtsgericht Büdingen, Haupteingang

Das Amtsgericht Büdingen ist ein seit 1879 bestehendes Gericht der ordentlichen Gerichtsbarkeit im hessischen Büdingen und eines von vier Amtsgerichten im Bezirk des Landgerichts Gießen.

## Zuständigkeit

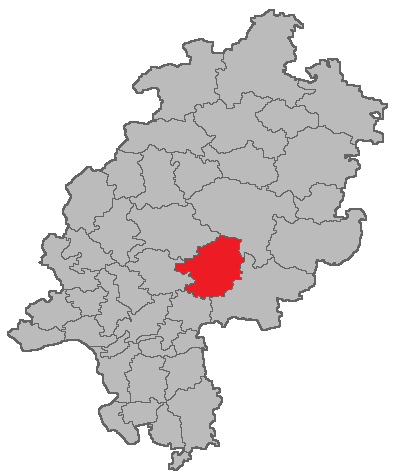
Lage des Amtsgerichtsbezirks Büdingen in Hessen

### Örtliche Zuständigkeit
Der Gerichtsbezirk umfasst die Kommunen Altenstadt, Büdingen, Echzell, Gedern, Glauburg, Hirzenhain, Kefenrod, Limeshain, Nidda, Ortenberg, Ranstadt und Schotten.

### Sachliche Zuständigkeit
Das Amtsgericht Büdingen ist ein erstinstanzliches Gericht in Zivil-, Familien- und einem Teil der Strafsachen. Zentrales Mahngericht für ganz Hessen ist das Amtsgericht Hünfeld. Die Zuständigkeit für innerhalb des Amtsgerichtsbezirks Büdingen anfallende Insolvenz-, Handelsregister- und Vereinsregistersachen liegt beim Amtsgericht Friedberg.

## Geschichte
Mit dem Gerichtsverfassungsgesetz von 1877 wurden Organisation und Bezeichnungen der Gerichte reichsweit vereinheitlicht. Zum 1. Oktober 1879 hob das Großherzogtum Hessen deshalb die bis dahin erstinstanzlich tätigen Landgerichte auf. Funktional ersetzt wurden sie durch Amtsgerichte. Das Amtsgericht Büdingen ersetzte so das Landgericht Büdingen. „Landgerichte“ nannten sich nun die den Amtsgerichten direkt übergeordneten Obergerichte. Das Amtsgericht Büdingen wurde dem Bezirk des Landgerichts Gießen zugeordnet.
Der Bezirk des Amtsgerichts Büdingen setzte sich bei seiner Gründung aus den Gemeinden Altwiedermus, Aulendiebach, Bindsachsen, Böß-Gesäß, Büches, Büdingen, Burgbracht, Calbach, Diebach am Haag, Dudenrod, Düdelsheim, Eckartshausen, Hain-Gründau, Himbach, Hitzkirchen, Illnhausen, Kefenrod, Lorbach, Michelau, Mittel-Gründau, Orleshausen, Pferdsbach, Rinderbügen, Rohrbach, Vonhausen, Wolf zusammen.
Zum 1. April 1964 wurde der Sprengel des Büdinger Gerichts um die vom Amtsgericht Ortenberg getrennten Gemeinden Altenstadt, Glauberg, Hainchen, Heegheim, Höchst an der Nidder, Langen-Bergheim, Lindheim, Oberau, Rodenbach und Rommelhausen erweitert. Anlässlich der Aufhebung des Amtsgerichts Ortenberg am 1. Juli 1968 wurden auch die übrigen Gemeinden (Bellmuth, Bergheim, Bleichenbach, Bobenhausen I, Eckartsborn, Effolderbach, Gedern, Gelnhaar, Hirzenhain, Lißberg, Merkenfritz, Mittel-Seemen, Nieder-Seemen, Ober-Seemen, Ortenberg, Schwickartshausen, Selters, Steinberg, Stockheim, Usenborn, Wenings und Wippenbach) seines Bezirks dem Amtsgericht Büdingen zugeteilt.
Nach zahlreichen Eingemeindungen infolge der Gebietsreform in Hessen in den 1970er Jahren und den damit verbundenen Sprengeländerungen bestand der Amtsgerichtsbezirk Büdingen aus Altenstadt, Büdingen, Gedern, Glauburg, Hirzenhain, Kefenrod, Limeshain und Ortenberg. Zur bislang letzten Vergrößerung des Büdinger Amtsgerichtsbezirks kam es am 1. Januar 2012 in Folge der Aufhebung des Amtsgerichts Nidda, hierdurch wurden Echzell, Nidda, Ranstadt und Schotten eingegliedert.

## Gebäude

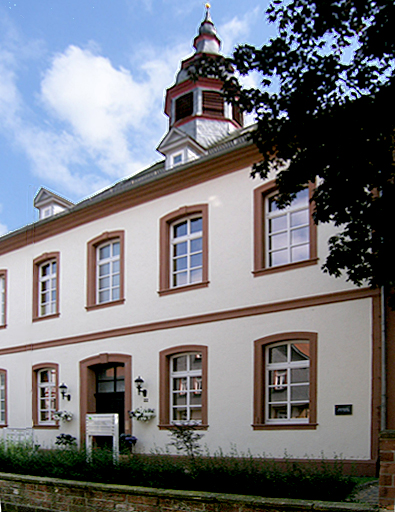
Altes Amtsgerichtsgebäude Büdingen, ehemals Lutherische Kirche, Schloßstraße 22

Seinen Sitz hat das Gericht in der Stiegelwiese 1 in Büdingen.
Bis 1994 nutzte es ein Gebäude, das von Graf Ludwig Casimir II. von Isenburg-Büdingen zwischen 1769 und 1774 als lutherische Kirche in der heutigen Schloßgasse 22 errichtet worden war. Das Gebäude hat einfache, spätbarocke Formen, ein hohes Walmdach und einen Dachreiter mit barocker Haube. Es ist ein Kulturdenkmal aufgrund des Hessischen Denkmalschutzgesetzes. (Siehe auch: Liste der Kulturdenkmäler in Büdingen)
1994 wurde der Neubau des Amtsgerichtes Büdingen in der Stiegelwiese eingeweiht. Architekt war das Staatsbauamt in Friedberg, die gestalterischen Glasarbeiten führte Jochem Poensgen aus.

## Personen
1930 wirkte Erwin Stein (1903–1992) als Strafrichter am Amtsgericht Büdingen. Erwin Stein gilt als einer der Väter der hessischen Landesverfassung und war Richter des Bundesverfassungsgerichts.
Nach einem internen Streit 2011 wurde die Direktorin des Amtsgerichts Büdingen im August 2012 von ihren Aufgaben entbunden und an das Hessische Justizministerium in Wiesbaden versetzt. Die Personalie führte zu einer Anfrage der SPD-Fraktion im  Hessischen Landtag.
Direktoren
- 1999–2006: Mechthild Rosenkranz
- 2006–2011: Hans Tulatz
- 2011–2012: Petra Schott-Pfeifer
- zwischenzeitlich durch den Präsidenten des Landgerichts Gießen vertreten
- 2015–2016: Gesine Wilke
- 2017–2020: Inge Staples
- seit 2020: Stefan Knoche